# ローマ国際博覧会
ローマ国際博覧会（ローマこくさいはくらんかい, Roma 1953 Agricultural Exhibition, Rome Expo 1953）は、1953年7月26日から10月31日までイタリアのローマで開催された国際博覧会（特別博）である。